# Manuel de Los Santos
Manuel de Los Santos, né le 3 mai 1984 à San Pedro de Macoris (République dominicaine), est un joueur de golf franco-dominicain.

## Biographie
Manuel de Los Santos est un ancien joueur de baseball, qui a perdu une jambe à la suite d'un accident de la circulation en février 2003.
Résident français depuis mars 2003, il se reconvertit au golf en mai 2004, en autodidacte. C'est le film La Légende de Bagger Vance qui lui a fait découvrir le golf et qui l'a décidé à se rendre sur un practice. Il est membre de l'équipe de France handigolf depuis avril 2005. Il est vice-champion d'Europe handigolf en 2006.
Il est le premier joueur de golf jouant sur une seule jambe et participant à des compétitions de golf de haut niveau avec des joueurs valides. Il est notamment connu pour sa force de frappe qui fait partie d'une des plus puissantes du monde et qui rivalise avec la grande majorité des frappes des joueurs valides.

## Palmarès
2006
- 1er à Schwanhof aux Internationaux d'Allemagne
- 1er à Tolède à l'Open d'Espagne
- 2e au Championnat d’Europe par équipe
- Vice-champion d’Europe

2007
- 1er à Montgriffon aux Internationaux de France 2e série
- 1er à Stiges à l'Open d'Espagne

2008
- 2e aux Internationaux de France